# Take Your Daughter to Work Day
"Take Your Daughter To Work Day" é o décimo oitavo episódio da segunda temporada da série de televisão estadunidense The Office, o vigésimo quarto no geral. Escrito por Mindy Kaling e dirigido por Victor Nelli, Jr., foi ao ar pela primeira vez em 16 de março de 2006 nos Estados Unidos, pela NBC. A exibição é estrelada por Jazz Raycole, Delaney Ruth Farrell, Spencer Daniels e Jake Kalender.
A série retrata a vida cotidiana dos funcionários na filial da empresa de papel Dunder Mifflin em Scranton. Nesse episódio, as filhas de Toby Flenderson (Paul Lieberstein) e Stanley Hudson (Leslie David Baker), da noiva de Kevin Malone (Brian Baumgartner) e o filho de Meredith Palmer (Kate Flannery) visitam o escritório. Já Michael Scott (Steve Carell) revela seu sonho de casar e ter filhos, que nunca foi realizado.
"Take Your Daughter to Work Day" foi um dos últimos episódios filmados para a temporada. Devido à presença de crianças no estúdio, todos os membros do elenco principal tiveram que moderar seu comportamento, certificando-se de que ninguém falasse termos inapropriados. A exibição recebeu avaliações amplamente positivas dos críticos de televisão e foi vista por 8,8 milhões de espectadores.

## Sinopse
Michael Scott está frustrado porque o dia de levar os filhos ao trabalho o forçará a reduzir suas brincadeiras no escritório. Toby Flenderson e Stanley Hudson levam suas filhas, Sasha e Melissa respectivamente, Kevin Malone leva Abby, filha de sua noiva, e Meredith Palmer está com seu filho Jake. Como vai se casar em breve e espera se tornar mãe, Pam Beesly está determinada a fazer amizade com uma criança até o final do dia. Ela tenta se aproximar sem sucesso de Abby (que prefere ajudar Jim Halpert nas vendas) e Melissa (que se afasta depois da recepcionista falar positivamente sobre sua madrasta).
Dwight Schrute é atormentado por Jake, que o apelida de "Senhor Chute". Angela Martin confronta seu comportamento, pois acredita que os homens devem ser severos com as crianças. Já Sasha entra na sala do gerente regional e usa seus brinquedos, para o temor dele. Melissa flerta persistentemente com Ryan Howard, deixando-o desconfortável, já que ela está na 8.ª série, mas aparenta estar na puberdade. Com ciúmes, Kelly Kapoor alerta Stanley sobre a situação, que repreende ferozmente Ryan.
Dwight começa a leitura de um livro, mas é interrompido por Michael que exibe um vídeo dele quando criança em um programa infantil, onde declarou que sonhava em "se casar e ter 100 filhos, para que eu possa ter 100 amigos". Ele se recolhe sozinho em sua sala quando percebe que não realizou seu desejo. Toby conversa com o gerente regional, restaurando sua autoconfiança e que decide se inscrever em uma página de namoro online (com o nome de usuário "louco por crianças"). No final, Dwight repreende Jack para alegria de Angela e Pam o conquista com o triturador de papel. Jim recusa um convite para jantar de Abby alegando que tem um encontro, para desgosto da recepcionista.

## Produção

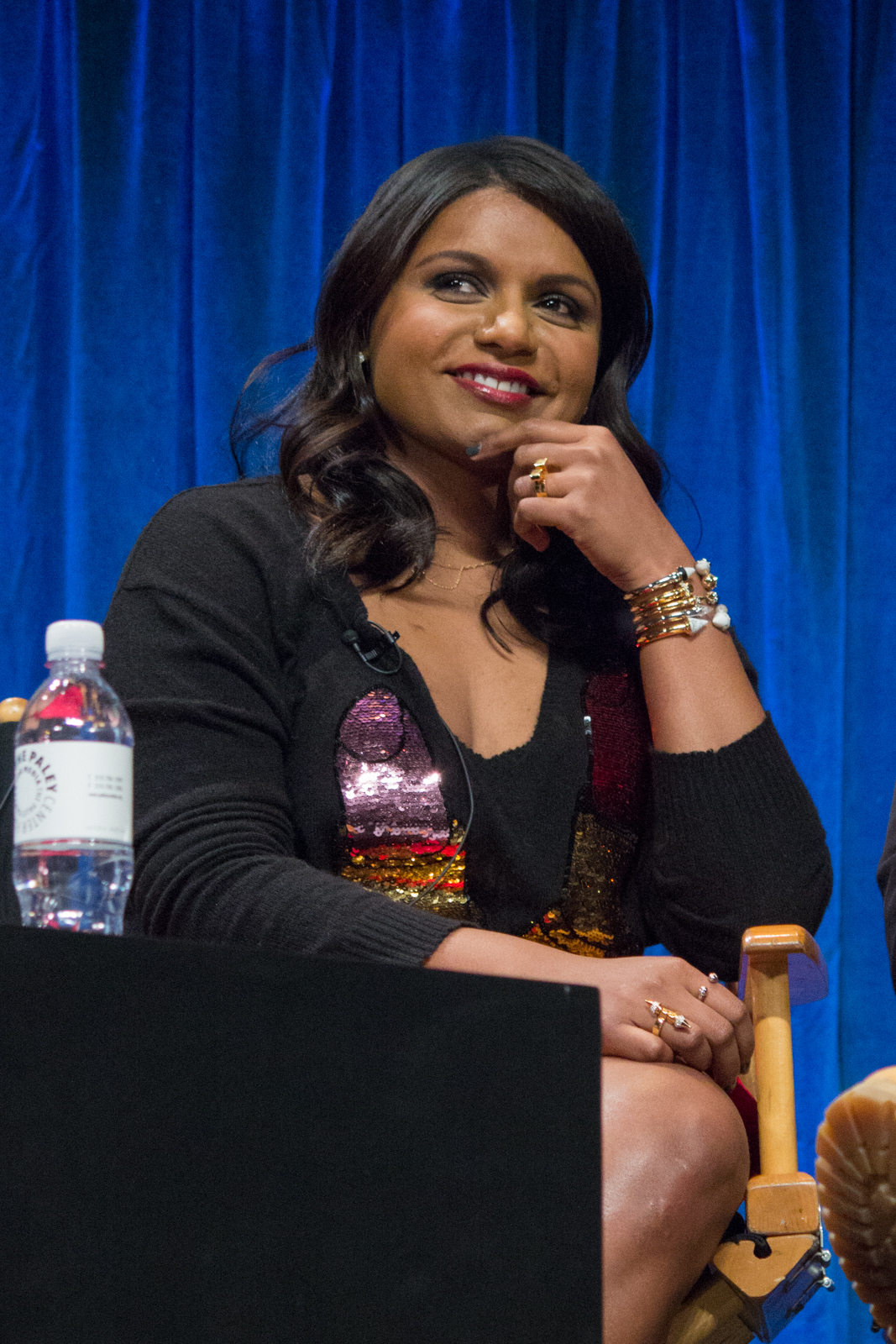
O episódio foi escrito por Mindy Kaling.

"Take Your Daughter to Work Day" foi escrito por Mindy Kaling, que interpreta Kelly Kapoor na série, e dirigido por Victor Nelli, Jr., sua segunda vez nessa ocupação após "The Carpet". O episódio foi um dos últimos gravados para a temporada, levando um total de cinco dias. Em cada dia, mais de doze horas foram dedicadas à filmagem. É estrelado por Jazz Raycole como Melissa Hudson, Delaney Ruth Farrell como Sasha Flenderson, Spencer Daniels como Jake Palmer e Jake Kalender como Michael Scott quando criança.
Jenna Fischer observou que, devido à presença de crianças no estúdio, "todos tinham que se comportar da melhor maneira possível", garantindo que não houvesse palavras de baixo calão ou piadas inapropriadas. Mais tarde, ela revelou que "não somos um grupo 'classificado como G' por natureza" e que "doces são uma das minhas fraquezas", mas que conseguiu completar as filmagens sem comer nada. Fischer disse que durante as gravações de "Halloween" e "Valentine's Day" tinha comido a maioria das guloseimas disponíveis pela equipe na recepção.
O DVD da segunda temporada contém vários trechos cortados desse episódio. Cenas notáveis incluem o Comitê de Planejamento de Festas discutindo sobre quais sabores de pizza pedir, Stanley reclamando que sua filha é mimada, Dwight descobrindo uma borracha em seu café colocada por Jake e Jim dando a Abby um certificado de agradecimento.